# Archivo Histórico de la Provincia de Tucumán
El Archivo Histórico de la Provincia de Tucumán (AHT) es la institución encargada de reunir, clasificar, conservar, proteger y publicar los documentos históricos de Tucumán, como fuente de investigaciones históricas y con el objeto de hacerlos accesibles tanto para la sociedad tucumana como para los investigadores en general.
El Archivo Histórico de Tucumán. es uno de los más importantes de la Argentina debido al enorme volumen de documentos que resguarda, aproximadamente dos mil metros lineales, que datan desde el siglo XVI hasta el siglo XX. Al mismo tiempo el Archivo cuenta con una biblioteca y hemeroteca que posee más de cinco mil ejemplares de libros y revistas de los siglos XIX y XX, así como también, colecciones de periódicos como El Orden, La Razón y La Voz.

## Historia
El Archivo Histórico, como sostuvo uno de sus directores, Manuel Lizondo Borda, tiene como documentos iniciales el Libro de la Fundación de la ciudad y las Actas Capitulares, que comienzan en el año 1565. Hacia 1660 estos documentos eran conservados en la llamada Caja del Archivo, cerrada con tres llaves, en poder del Teniente Gobernador y los Alcaldes de primer y segundo voto.
En el año 1685, cuando se trasladó la ciudad de San Miguel de Tucumán de su emplazamiento original al que hoy ocupa, el patrimonio documental fue conservado. Las autoridades coloniales incluyeron como parte la ceremonia jurídica de mudar la ciudad, el traslado al nuevo emplazamiento de los símbolos básicos de la ciudad: el Árbol de la Justicia, el cepo de las prisiones y la Caja del Archivo, un robusto baúl de madera que en la actualidad se conserva en el Salón de Actos de la Corte Suprema de Justicia de la Provincia.
Ya en el siglo XIX, hacia el año 1889, el gobernador Lidoro Quinteros, envió a la Legislatura un proyecto de Ley de creación de un Archivo General de la Provincia de Tucumán que se encargara y centralizara la tarea de guardar y conservar los diferentes documentos que expedían las instituciones de la administración provincial. Tres años más tarde, bajo la gobernación de Próspero García se promulgó la ley que creaba el Archivo General, que funcionaría en una vieja casa ubicada en la intersección de las actuales calles Combate de Las Piedras y Congreso de Tucumán. Casi veinte años después, durante la gobernación de Ernesto Padilla (1913-1917), el Archivo fue trasladado a un local especialmente construido para ese fin, en la calle 24 de Septiembre 871. Allí funciona actualmente el Archivo General de la Provincia.
En el año 1914, junto a la fundación de la Universidad de Tucumán, por iniciativa de Juan B. Terán, se incluyó en el Estatuto de la Universidad la creación de un "instituto anexo" denominado Archivo Histórico de la Provincia, que se formaría con todos los documentos existentes en el Archivo General anteriores al año 1852. De esta manera se separó estatutariamente el Archivo Histórico del Archivo General, aunque sólo a partir de 1935 se tomaron las medidas necesarias para la realización efectiva de la iniciativa de Terán. Para ese momento la Universidad ya había sido nacionalizada y por ello los documentos provinciales no podían ser administrados por la universidad. Por esta razón el gobernador Miguel Mario Campero (1935-1939), dictó un decreto por el cual creaba una comisión ad-hoc, denominada Junta Conservadora de cinco miembros, para que se encargase de dirigir el Archivo Histórico, que siguió compartiendo las instalaciones del Archivo General.
Hacia el año 1950, la administración de la Junta Conservadora fue reemplazada por una Dirección de Archivo Histórico, encabezada por una sola persona. En 1996, durante la gobernación de Antonio Domingo Bussi (interventor militar durante la última dictadura, entre los años 1976 y 1978, procesado por delitos de lesa humanidad), el Archivo Histórico fue unido nuevamente al Archivo General. Cuatro años más tarde, bajo la gobernación de Julio Miranda, los archivos fueron separados administrativa y físicamente. Desde el año 2001 el Archivo Histórico funciona en una vieja casa ubicada en la calle 25 de mayo 487, en el corazón de la capital de la provincia

## Funciones y objetivos
El Archivo histórico cuenta con un equipo de trece empleados permanentes (investigadores, técnicos, ordenanzas, etc.) y pasantes rentados de la Universidad Nacional de Tucumán (estudiantes de las carreras de Historia y Ciencias de la Comunicación). Las principales funciones del Archivo son el cuidado, mantenimiento, estudio, clasificación de la documentación histórica de la provincia. Asimismo, el Archivo se plantea como objetivos estratégicos la actualización teórica y tecnológica, el acrecentamiento del acervo de la biblioteca, la publicación de trabajos de investigación y la realización de charlas, conferencias y otras actividades culturales en las instalaciones del Archivo.

## Fondos documentales
El archivo está organizado en siete fondos documentales que contienen documentación entre el siglo XVI y el siglo XX. Los fondos se dividen en: gobierno, hacienda, judicial, protocolo, cabildo, archivo legislatura y complementarias. Asimismo el Archivo conserva copias del Boletín Oficial entre 1905 y 1982, Tomas de Razón, compilaciones ordenadas de leyes y decretos y colecciones de documentos de Anselmo Rojo y Ernesto Padilla y colecciones de los periódicos El Orden y La Razón.
El fondo judicial está dividido en dos grandes secciones: judicial civil y judicial del crimen. La sección judicial del crimen consta de 288 cajas metálicas que contienen un número variado de expedientes cosidos con hilo. Si bien se trata de manuscritos originales, para la lectura de la mayor parte de ellos no se requiere de conocimientos de paleografía, sino una práctica regular y constante. Para tal fin, el archivo posee un pequeño manual hecho por su propio personal que permite agilizar el reconocimiento de algunas letras o abreviaturas usadas en la época. La sección judicial civil consta de 303 cajas.
El fondo gobierno está constituido por más de 500 tomos organizados en diferentes secciones (Sección Administrativa, Decretos de Gobierno, Notas, Proyectos, etc.) de aproximadamente 550 fojas cada uno. El fondo hacienda consta de 479 tomos, con un número de fojas similar a los tomos del fongo gobierno. El fondo protocolo está formado por 176 tomos ordenados en cuatro series (A, B, C y D): la serie A, abarca los siglos XVI a XVIII, mientras las demás series corresponden al siglo XIX.
El fondo cabildo consiste exclusivamente en las actas capitulares entre 1680 y 1825. El Archivo cuenta con once tomos manuscritos originales así como con catorce tomos de trascripciones manuscritas realizadas por Samuel Díaz a comienzos del siglo pasado. El fondo Archivo de la Legislatura cuenta con 50 cajas de expedientes. El fondo complementarias cuenta con documentos complementarios correspondientes a los fondos ya mencionados además de una sección denominada temporalidades que consta de 4 expedientes que tratan de la Junta de Temporalidades y otros asuntos relativos a la expulsión de la Compañía de Jesús en 1767.

## Biblioteca y hemeroteca
La Biblioteca y Hemeroteca del Archivo Histórico está dividida en dos partes: una parte, de consulta más frecuente, se encuentra en la planta baja del edificio y cuenta con unos 500 ejemplares. La otra parte de la biblioteca se encuentra en el primer piso, junto a la hemeroteca, y alberga otros 3.000 ejemplares, entre los cuales sobresale un Diccionario Larousse del siglo XIX y la colección donada por Manuel Lizondo Borda. La hemeroteca también cuenta con pequeños tesoros documentales de los siglos XIX y XX, como sus colecciones de la revista gráfica francesa de divulgación científica L’illustration y su suplemento La Petite illustration, las revistas Je sais tout, Le rire, The illustrated London news, The illustrated war news, Illustrirte Zeitung, La ilustración sudamericana, Revista de Occidente o la revista Nosotros, entre muchas otras colecciones.